# Europäischer Filmpreis 2018

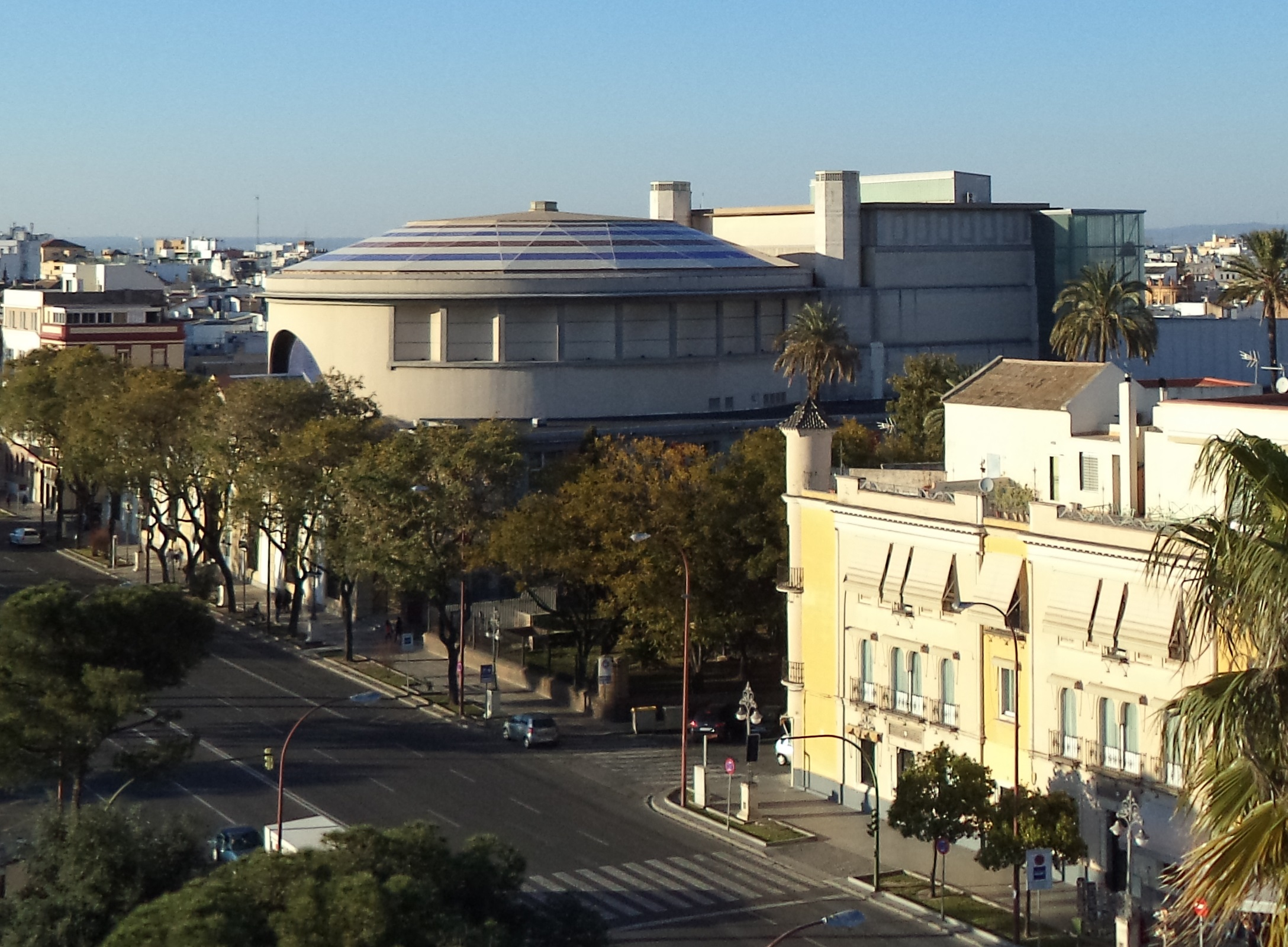
Das Teatro de la Maestranza in Sevilla, Veranstaltungsort der Verleihung des Europäischen Filmpreises 2018

Die 31. Verleihung des Europäischen Filmpreises fand am 15. Dezember 2018 in Sevilla im Teatro de la Maestranza statt. Als Präsentatoren der Gala fungierten die sechs Schauspieler und Schauspielerinnen Rossy de Palma aus Spanien, Ashraf Barhom aus Israel, Amira Casar aus Frankreich, Anamaria Marinca aus Rumänien, Ivan Shvedoff aus Russland und Tom Wlaschiha aus Deutschland. Der Preis wird von der Europäischen Filmakademie (EFA) vergeben.
Als bester europäischer Film wurde Cold War – Der Breitengrad der Liebe von Paweł Pawlikowski ausgezeichnet, der in fünf Kategorien nominiert war. Die vollständigen Nominierungen wurden am 10. November 2018 auf dem Europäischen Filmfestival von Sevilla bekanntgegeben. Eine achtköpfige Jury entschied über die Auszeichnungen in den Kategorien Beste Kamera, Bester Schnitt, Bestes Szenenbild, Bestes Kostümbild, Bestes Hairstyling und Make-up, Beste Filmmusik und Bester Ton. Erstmals wurde auch ein Preis in der Kategorie Visual Effects Supervisor vergeben.
Den Preis für das Lebenswerk bekam die spanische Schauspielerin Carmen Maura zuerkannt, die Auszeichnung für die Beste europäische Leistung im Weltkino wurde Ralph Fiennes zugesprochen. Darüber hinaus wurde der griechisch-französische Filmemacher Costa-Gavras mit einem Ehrenpreis gewürdigt.

## Preisträger und Nominierte
Die Nominierungen wurden am 10. November 2018 bekanntgegeben.
| Film                                 | N | A |
| ------------------------------------ | - | - |
| Cold War – Der Breitengrad der Liebe | 5 | 4 |
| Border                               | 4 | 0 |
| Dogman                               | 4 | 1 |
| Glücklich wie Lazzaro                | 4 | 0 |
| Girl                                 | 2 | 0 |
| The Guilty                           | 2 | 0 |

### Bester europäischer Film
präsentiert von Chiwetel Ejiofor
Cold War – Der Breitengrad der Liebe (Zimna Wojna) – Regie: Paweł Pawlikowski
- Border – Regie: Ali Abbasi
- Dogman – Regie: Matteo Garrone
- Girl – Regie: Lukas Dhont
- Glücklich wie Lazzaro – Regie: Alice Rohrwacher

### Beste europäische Komödie
The Death of Stalin – Regie: Armando Iannucci
- Das Leben ist ein Fest – Regie: Olivier Nakache und Éric Toledano
- Diamantino – Regie: Gabriel Abrantes und Daniel Schmidt

### Beste Regie
präsentiert von Emmanuelle Seigner
 Paweł Pawlikowski – Cold War – Der Breitengrad der Liebe
- Ali Abbasi – Border
- Matteo Garrone – Dogman
- Samuel Maoz – Foxtrot – Der Tanz des Schicksals (פוֹקְסטְרוֹט)
- Alice Rohrwacher – Glücklich wie Lazzaro

### Beste Darstellerin
Joanna Kulig – Cold War – Der Breitengrad der Liebe
- Marie Bäumer – 3 Tage in Quiberon
- Halldóra Geirharðsdóttir – Gegen den Strom (Woman at War, Kona fer í stríð)
- Bárbara Lennie – Petra
- Eva Melander – Border
- Alba Rohrwacher – Glücklich wie Lazzaro

### Bester Darsteller
präsentiert von Alexandra Borbély
Marcello Fonte – Dogman
- Jakob Cedergren – The Guilty
- Rupert Everett – The Happy Prince
- Sverrir Guðnason – Borg/McEnroe
- Tomasz Kot – Cold War – Der Breitengrad der Liebe
- Victor Polster – Girl

### Bestes Drehbuch
präsentiert von Vicky Krieps
Paweł Pawlikowski – Cold War – Der Breitengrad der Liebe
- Ali Abbasi, Isabella Eklöf und John Ajvide Lindqvist – Border
- Matteo Garrone – Dogman
- Gustav Möller und Emil Nygaard Albertsen – The Guilty
- Alice Rohrwacher – Glücklich wie Lazzaro

### Jurypreise
Am 15. November 2018 wurden die Gewinner der Jurypreise bekanntgegeben, die durch eine achtköpfige Jury ausgewählt wurden. Der Jury gehörten Kameramann Luca Bigazzi (Italien), Filmeditorin Dascha Danilowa (Russland), Visual Effects Supervisor Dadi Einarsson (Island), Sound Designer Mattias Eklund (Schweden), Hair & Makeup Artist Marcelle Genovese (Malta), Kostümdesignerin Malina Ionescu (Rumänien), Szenenbildnerin Monica Rottmeyer (Schweiz) und Komponist Christopher Slaski (UK) an.
| Kategorie              | Preisträger                                                 |
| ---------------------- | ----------------------------------------------------------- |
| Beste Kamera           | Martin Otterbeck – Utøya 22. Juli                           |
| Bester Schnitt         | Jarosław Kamiński – Cold War – Der Breitengrad der Liebe    |
| Bestes Szenenbild      | Andrei Ponkratow – Leto                                     |
| Bestes Kostümbild      | Massimo Cantini Parrini – Dogman                            |
| Bestes Maskenbild      | Dalia Colli, Lorenzo Tamburini und Daniela Tartari – Dogman |
| Beste Filmmusik        | Christoph M. Kaiser und Julian Maas – 3 Tage in Quiberon    |
| Bester Ton             | André Bendocchi-Alves und Martin Steyer – Der Hauptmann     |
| Beste visuelle Effekte | Peter Hjorth – Border                                       |

## Offizielle Auswahlliste – Spielfilme
Auf der im August 2018 vorgestellten Auswahlliste für den Europäischen Filmpreis 2018 standen 49 Filme, darunter 3 Tage in Quiberon, Foxtrot – Der Tanz des Schicksals, Glücklich wie Lazzaro, Licht, Styx, The House That Jack Built, Transit und Utøya 22. Juli.
Die für die regulären Kategorien nominierten Filme sind hellblau hervorgehoben.
| Film                                                                   | Regie                               | Land                                                                                             | Darsteller (Auswahl)                                                            |
| ---------------------------------------------------------------------- | ----------------------------------- | ------------------------------------------------------------------------------------------------ | ------------------------------------------------------------------------------- |
| 3 Tage in Quiberon                                                     | Emily Atef                          | Deutschland, Österreich, Frankreich                                                              | Marie Bäumer, Birgit Minichmayr, Charly Hübner, Robert Gwisdek                  |
| Nanouk (Ága)                                                           | Milko Lasarow                       | Bulgarien, Deutschland, Frankreich                                                               |                                                                                 |
| Anna’s War (Война Анны)                                                | Alexei Fedortschenko                | Russland                                                                                         |                                                                                 |
| Arrhythmia (Аритмия)                                                   | Boris Chlebnikow                    | Russland, Finnland, Deutschland                                                                  |                                                                                 |
| Ayka                                                                   | Sergei Dworzewoi                    | Russland, Deutschland, Polen, Kasachstan                                                         |                                                                                 |
| Beast                                                                  | Michael Pearce                      | UK                                                                                               |                                                                                 |
| Border (Gräns)                                                         | Ali Abbasi                          | Schweden, Dänemark                                                                               |                                                                                 |
| Borg/McEnroe                                                           | Janus Metz                          | Schweden, Dänemark, Finnland, Tschechien                                                         | Shia LaBeouf, Stellan Skarsgård, Sverrir Guðnason, Tuva Novotny                 |
| Carmen & Lola (Carmen Y Lola)                                          | Arantxa Echevarría                  | Spanien                                                                                          |                                                                                 |
| Cobain                                                                 | Nanouk Leopold                      | Niederlande, Deutschland, Belgien                                                                |                                                                                 |
| Cold War – Der Breitengrad der Liebe (Zimna Wojna)                     | Paweł Pawlikowski                   | Polen, UK, Frankreich                                                                            |                                                                                 |
| Custody (Jusqu'à la garde)                                             | Xavier Legrand                      | Frankreich                                                                                       |                                                                                 |
| Dene wos guet geit                                                     | Cyril Schäublin                     | Schweiz                                                                                          |                                                                                 |
| Der Hauptmann                                                          | Robert Schwentke                    | Deutschland, Frankreich, Polen                                                                   | Max Hubacher, Milan Peschel, Frederick Lau, Waldemar Kobus                      |
| Diamantino                                                             | Gabriel Abrantes und Daniel Schmidt | Portugal, Frankreich, Brasilien                                                                  |                                                                                 |
| Dogman                                                                 | Matteo Garrone                      | Italien, Frankreich                                                                              |                                                                                 |
| Donbass                                                                | Sergei Loznitsa                     | Deutschland, Frankreich, Rumänien, Niederlande, Ukraine                                          |                                                                                 |
| Dowlatow                                                               | Alexey German jr.                   | Russland, Polen, Serbien                                                                         |                                                                                 |
| Foxtrot – Der Tanz des Schicksals (פוֹקְסטְרוֹט)                           | Samuel Maoz                         | Deutschland, Israel, Frankreich                                                                  | Lior Ashkenazi, Sarah Adler, Yonaton Shiray, Karin Ugowski                      |
| Fuga (Fugue)                                                           | Agnieszka Smoczyńska                | Polen, Tschechien, Schweden                                                                      |                                                                                 |
| Gegen den Strom (Kona Fer Í Stríð)                                     | Benedikt Erlingsson                 | Island, Frankreich, Ukraine                                                                      |                                                                                 |
| Girl                                                                   | Lukas Dhont                         | Belgien, Niederlande                                                                             |                                                                                 |
| Glücklich wie Lazzaro                                                  | Alice Rohrwacher                    | Italien, Frankreich, Deutschland, Schweiz                                                        | Adriano Tardiolo, Alba Rohrwacher, Agnese Graziani, Tommaso Ragno               |
| Leto (The Summer)                                                      | Kirill Serebrennikow                | Russland, Frankreich                                                                             |                                                                                 |
| Longing (Gaagua)                                                       | Savi Gavison                        | Israel                                                                                           |                                                                                 |
| Licht                                                                  | Barbara Albert                      | Österreich, Deutschland                                                                          | Maria Dragus, Devid Striesow, Lukas Miko, Maresi Riegner                        |
| Men don’t cry (Muškarci ne plaču)                                      | Alen Drljević                       | Bosnien und Herzegowina, Deutschland, Slowenien, Kroatien                                        |                                                                                 |
| Michael Inside                                                         | Frank Berry                         | Irland                                                                                           |                                                                                 |
| Milada                                                                 | David Mrnka                         | Tschechien                                                                                       |                                                                                 |
| Mug (Twarz)                                                            | Małgorzata Szumowska                | Polen                                                                                            |                                                                                 |
| One Day (Egy Nap)                                                      | Zsofia Szilagyi                     | Ungarn                                                                                           |                                                                                 |
| Paddington 2                                                           | Paul King                           | UK                                                                                               | Hugh Bonneville, Sally Hawkins, Brendan Gleeson, Julie Walters                  |
| Petra                                                                  | Jaime Rosales                       | Spanien, Frankreich, Dänemark                                                                    |                                                                                 |
| Pity (Oiktos)                                                          | Babis Makridis                      | Griechenland, Polen                                                                              |                                                                                 |
| Pomegranate Orchard (Nar Baği)                                         | Ilgar Najaf                         | Aserbaidschan                                                                                    |                                                                                 |
| Pororoca                                                               | Constantin Popescu                  | Rumänien, Frankreich                                                                             |                                                                                 |
| Scary Mother (Sashishi Deda)                                           | Ana Uruschadse                      | Georgien, Estland                                                                                |                                                                                 |
| Schockwellen – Tagebuch des Todes (Ondes de choc – Journal de ma tête) | Ursula Meier                        | Schweiz                                                                                          |                                                                                 |
| Styx                                                                   | Wolfgang Fischer                    | Deutschland, Österreich                                                                          | Susanne Wolff, Gedion Oduor Wekesa                                              |
| The Giant (Handia)                                                     | Aitor Arregi und Jon Garaño         | Spanien                                                                                          |                                                                                 |
| The Guilty (Den Skyldige)                                              | Gustav Möller                       | Dänemark                                                                                         |                                                                                 |
| The House By The Sea (La Villa)                                        | Robert Guédiguian                   | Frankreich                                                                                       |                                                                                 |
| The House That Jack Built                                              | Lars von Trier                      | Dänemark, Schweden, Frankreich, Deutschland                                                      | Matt Dillon, Bruno Ganz, Uma Thurman, Siobhan Fallon Hogan                      |
| The Wild Pear Tree (Ahlat Ağaci)                                       | Nuri Bilge Ceylan                   | Türkei, Deutschland, Frankreich, Bulgarien, Mazedonien, Bosnien und Herzegowina, Schweden, Katar |                                                                                 |
| Touch Me Not                                                           | Adina Pintilie                      | Rumänien, Deutschland, Tschechische Republik, Bulgarien, Frankreich                              | Laura Benson, Tómas Lemarquis, Christian Bayerlein                              |
| Transit                                                                | Christian Petzold                   | Deutschland, Frankreich                                                                          | Franz Rogowski, Paula Beer, Godehard Giese, Lilien Batman                       |
| Utøya 22. Juli                                                         | Erik Poppe                          | Norwegen                                                                                         | Andrea Berntzen, Aleksander Holmen, Brede Fristad, Elli Rhiannon Müller Osborne |
| Under the Tree (Undir Trénu)                                           | Hafsteinn Gunnar Sigurðsson         | Island, Dänemark, Polen, Deutschland                                                             |                                                                                 |
| Was werden die Leute sagen (Hva vil folk si)                           | Iram Haq                            | Norwegen, Deutschland, Schweden                                                                  |                                                                                 |

## Weitere Preise

### Preis für ein Lebenswerk
präsentiert von Amira Casar und Wim Wenders
Carmen Maura, spanische Schauspielerin

### Beste europäische Leistung im Weltkino
präsentiert von Victoria Abril
Ralph Fiennes, britischer Schauspieler und Filmregisseur

### Ehrenpreis
präsentiert von Wim Wenders
Costa-Gavras, griechisch-französischer Filmregisseur und Drehbuchautor

### Europäischer Koproduzentenpreis – „Prix EURIMAGES“
präsentiert von Emma Suárez
Konstantinos Kontovrakis und Giorgos Karnavas

### Bester Kurzfilm
Die 15 nominierten Kurzfilme wurden von unabhängigen Jurys auf 15 Filmfestivals ausgewählt und am 4. Oktober 2018 bekanntgegeben. Aus diesen ermittelten die über 3500 EFA Mitglieder den Gewinner, der bei der Preisverleihung am 15. Dezember 2018 präsentiert wurde.
The Years von Sara Fgaier, Italien/Frankreich, 20 Minuten, Venedig
- Aquaparque von Ana Moreira, Portugal, 16 Minuten, Vila do Conde
- Burkina Brandenburg Komplex von Ulu Braun, Deutschland, 19 Minuten, Berlinal
- Container von Sebastian Lang, Deutschland, 30 Minuten, Cork
- Wypusk ’97 von Pawlo Ostrikow, Ukraine, 19 Minuten, Leuven
- I signed the petition von Mahdi Fleifel, UK/Deutschland/Schweiz, 11 Minuten, Sarajevo
- Kapitalistis von Pablo Muñoz Gomez, Belgien/Frankreich, 15 Minuten, Valladolid
- Meryem von Reber Dosky, Niederlande, 16 Minuten, Uppsala
- Prisoner of Society von Rati Tsiteladze, Georgien/Lettland, 15 Minuten, Tampere
- Release the dogs von Manue Fleytoux, Frankreich/Belgien, 21 Minuten, Krakau
- Shame von Petar Krumov, Bulgarien, 24 Minuten, Clermont-Ferrand
- The Escape von Laëtitia Martinoni, Frankreich, 10 Minuten, Drama Short
- Those who desire von Elena López Riera, Schweiz/Spanien, 24 Minuten, Locarno
- What’s the damage von Heather Phillipson, UK, 8 Minuten, Rotterdam
- Wildebeest von Nicolas Keppens und Matthias Phlips, Belgien, 20 Minuten, Bristol

### Bester Dokumentarfilm
Im August 2018 wurde eine Auswahlliste von 15 Dokumentarfilmen präsentiert, aus diesen wählten die über 3000 Mitglieder der Europäischen Filmakademie die fünf Nominierten und den späteren Preisträger aus.
präsentiert von Anna Geislerová
Bergman – A Year in a Life (Bergman – Ett År Ett Liv) – Regie: Jane Magnusson (Schweden, Norwegen)
- A Woman Captured – Regie: Bernadett Tuza-Ritter (Ungarn, Deutschland)
- Of Fathers and Sons – Die Kinder des Kalifats – Regie: Talal Derki (Deutschland, Syrien, Libanon, Katar)
- The Distant Barking of Dogs – Regie: Simon Lereng Wilmont (Dänemark, Finnland, Schweden)
- The Silence Of Others – Regie: Almudena Carracedo und Robert Bahar (Spanien, USA)

Auf die Auswahlliste, aber nicht unter die Nominierten gelangten folgende Filmproduktionen:
- End Of Life – Regie: Paweł Wojtasik und John Bruce (Griechenland, USA)
- Meteors (Meteorlar) – Regie: Gürcan Keltek (Niederlande, Türkei)
- Samouni Road – Regie: Stefano Savona (Italien, Frankreich)
- Srbenka – Regie: Nebojša Slijepčević (Kroatien)
- Tarzan’s Testicles (Ouăle Lui Tarzan) – Regie: Alexandru Solomon (Rumänien, Frankreich)
- The Dead Nation (Țara Moartă) – Regie: Radu Jude (Rumänien)
- The Lust For Power (Mečiar) – Regie: Tereza Nvotová (Slowakei, Tschechien)
- The Other Side Of Everything (Druga Strana Svega) – Regie: Mila Turajlic (Serbien, Frankreich)
- The Other Side Of The Wall (Al otro lado del muro) – Regie: Pau Ortiz (Spanien, Mexiko)
- The Poetess – Regie: Stefanie Brockhaus und Andreas Wolff (Deutschland, Vereinigte Arabische Emirate)

### Bester Animationsfilm
präsentiert von Hanna Alström
Another Day of Life – Regie: Raul de la Fuente und Damian Nenow (Polen, Spanien, Belgien, Deutschland, Ungarn)
- Die Abenteuer von Wolfsblut (Croc-Blanc) – Regie: Alexandre Espigares (Frankreich, Luxemburg)[10]
- Der Brotverdiener (The Breadwinner) – Regie: Nora Twomey (Irland, Kanada, Luxemburg)
- Early Man – Steinzeit bereit (Early Man) – Regie: Nick Park (Vereinigtes Königreich)

### Bester Erstlingsfilm(„Europäische Entdeckung – Prix FIPRESCI“)
Die sechs Nominierungen für das beste europäische Spielfilmdebüt wurden am 16. Oktober 2018 bekanntgegeben.
präsentiert von Alexander Fehling
Girl – Regie: Lukas Dhont (Belgien, Niederlande)
- One Day (Egy nap) – Regie: Zsófia Szilágyi (Ungarn)
- Scary Mother – Regie: Ana Uruschadse (Georgien, Estland)
- The Guilty – Regie: Gustav Möller (Dänemark)
- Dene wos guet geit – Regie: Cyril Schäublin (Schweiz)
- Touch Me Not – Regie: Adina Pintilie (Rumänien, Deutschland, Tschechische Republik, Bulgarien, Frankreich)

### European University Film Award(EUFA)
Basierend auf der Liste der 49 Spielfilme sowie der 15 Dokumentarfilme wurden folgende fünf Filme für den 2016 neu geschaffenen European University Film Award (EUFA) ausgewählt. Die nominierten Filme wurden an 22 Universitäten in 22 Ländern diskutiert, wobei anschließend jede Institution ihren Favoriten auswählte. Anfang Dezember nahm ein Repräsentant jeder Universität an einem dreitägigen Treffen teil, wo der Gesamtgewinner ermittelt wurde. Dieser wurde am 6. Dezember 2018 bekanntgegeben. Ziel dieser Initiative der Europäischen Filmakademie und des Filmfests Hamburg ist es, ein jüngeres Publikum zu involvieren, die europäische Idee zu verbreiten, den Geist des europäischen Kinos zu transportieren und eine Diskussionskultur zu fördern.
Glücklich wie Lazzaro (Lazzaro felice) – Regie: Alice Rohrwacher
- Foxtrot – Der Tanz des Schicksals (פוֹקְסטְרוֹט) – Regie: Samuel Maoz
- Styx – Regie: Wolfgang Fischer
- Tarzan’s Testicles (Ouăle Lui Tarzan) – Regie: Alexandru Solomon
- Utøya 22. Juli – Regie: Erik Poppe

### Publikumspreis
Vom 3. September bis zum 31. Oktober 2018 konnten Kinozuschauer ihren Favoriten für den Publikumspreis (People’s Choice Award) via Internet aus einer Auswahlliste auswählen:
Call Me by Your Name – Regie: Luca Guadagnino
- Aus dem Nichts – Regie: Fatih Akin
- Borg/McEnroe – Regie: Janus Metz
- Dunkirk – Regie: Christopher Nolan
- Die dunkelste Stunde (Darkest Hour) – Regie: Joe Wright
- The Death of Stalin – Regie: Armando Iannucci
- Das Leben ist ein Fest (Le sens de la fête) – Regie: Olivier Nakache und Éric Toledano
- Valerian – Die Stadt der tausend Planeten (Valerian and the City of a Thousand Planets) – Regie: Luc Besson
- Victoria & Abdul – Regie: Stephen Frears

### EFA Young Audience Award
Wallay – Regie: Berni Goldblat (Frankreich, Burkina Faso, Katar)
- Girl in Flight / La Fuga – Regie: Sandra Vannucchi (Italien, Schweiz)
- Hobbyhorse Revolution – Regie: Selma Vilhunen (Finnland)